# Alger County
Alger County je okres na severu státu Michigan v USA. K roku 2000 zde žilo 9 862 obyvatel. Správním městem okresu je Munising. Celková rozloha okresu činí 13 077 km². Na severních hranicích okresu leží Hořejší jezero.

## Sousední okresy
| Růžice kompasu |                  |              |                    | Růžice kompasu |
| Růžice kompasu | Marquette County | Sever        | Luce County        | Růžice kompasu |
| Růžice kompasu | Marquette County | Alger County | Luce County        | Růžice kompasu |
| Růžice kompasu | Marquette County | Jih          | Luce County        | Růžice kompasu |
| Růžice kompasu |                  | Delta County | Schoolcraft County | Růžice kompasu |